# Babesia canis
Babesia canis je parazitický prvok řazený mezi babézie, který způsobuje babesiózu psů.

## Příznaky
Babesióza psů je infekční onemocnění psů přenášené klíšťaty rodu Dermacentor a v menší míře i klíšťati rodu Rhipicephalus. Je to onemocnění, při němž dochází k rozpadu červených krvinek (erytrocytů). Mezi hlavní příznaky patří slabost, anémie (chudokrevnost), někdy žloutenka. Velmi často se vyskytuje u psů i krev v moči. Je to vlastně výskyt krevního barviva v moči, které je způsobeno rozpadem červených krvinek přítomných v moči. Pes náhle vylučuje tmavočervenou moč. Nejčastější příčinou smrti je selhání ledvin. Často je pozorováno i zvýšení tělesné teploty.

## Diagnóza
Diagnostika se provádí podle klinických příznaků a podle vyšetření krevního stěru (v červených krvinkách se vyskytují merozoiti).

## Léčba a prevence
Léčba je možná v případě časného odhalení původce předtím, než dojde k selhání ledvin. Léčba se provádí účinnou látkou imidocarb. Existuje i očkování. Prevence spočívá v ochraně psa před napadením klíšťaty (různé přípravky, obojky).